# 斯坦尼斯拉夫·库切拉
斯坦尼斯拉夫·罗伯特·库切拉（俄语：Станислав Роберт Кучера，1928年5月5日—2020年7月28日），波兰人，苏联及俄罗斯汉学家。俄罗斯考古学会会员、欧洲汉学学会会员。主要研究中国古代史和考古学。《孝经》、《周礼》的俄文译者。

## 生平
1928年生于利沃夫捷克裔波兰家庭。1947年至1952年，在华沙大学东方学研究所学习，师从夏伯龍教授。1953年2月，被派往北京大学历史系攻读博士研究生，师从張政烺，1960年毕业。1958年3月至1959年10月，同时在北京外国语学院波兰语系任教，主讲波兰语言文化，曾出任系主任。1961年4月至1966年7月，在波兰国际关系研究所工作。1966年8月，应尼古拉·康拉德邀请，移居莫斯科。1967年4月开始在苏联科学院东方研究所工作。1981年获全博士学位。1988年至2002年，担任莫斯科国立大学历史系教授。2020年7月28日在莫斯科逝世。

## 著作
- . 中国考古学系列丛书. 莫斯科: 东方文献出版社. 1996年.[5]